# Geschiedenis van het bedrijf Yamaha
Het Yamaha concern vindt zijn oorsprong in 1887, toen Torakusu Yamaha (1851-1916) begon met het bouwen van reed organ instrumenten. In 1897 richtte Yamaha met enkele anderen de Nippon Gakki Co., Ltd (Japanse muziekinstrumenten onderneming) op. Vanaf 1900 bouwden ze ook piano's. In 1922 begonnen ze met de productie van grammofoons, in 1932 met pijporgels en in 1942 met het bouwen van gitaren. 
Specialistische kennis van productiemethoden, kunststoffen en metaallegeringen wordt gebruikt om het productassortiment steeds verder uit te breiden. Het productscala wordt in de 1961-1966 uitgebreid met bogen voor het boogschieten, ski's , blaasinstrumenten, trommels, en gitaren. Zo omstreeks 1970 begint Yamaha Hifi apparatuur en halfgeleiderchips te produceren. Luidsprekers, synthesizers, audiomixers, tennisrackets, meubels, keyboards, golfclubs, en zelfs een elektrische viool. 
In 1987 wordt de naam officieel gewijzigd in Yamaha Corporation. 

## Yamaha Motor Corporation
Na de Tweede Wereldoorlog besloot de toenmalige president van het bedrijf, Gen-ichi Kawakami, om motorfietsen te gaan bouwen. Het eerste model, de YA-jeman, werd geproduceerd vanaf 1954. In dat eerste jaar werden er 125 van gemaakt. Op 1 juli 1955 werd de Yamaha Motor Co. Ltd opgericht. Yamaha Motor Company werd een zelfstandig bedrijf, waarvan de aandelen wel gedeeltelijk in handen waren van het Yamaha concern, tot 2001, toen Yamaha Corporation zijn laatste aandelen in de Yamaha Motor Corporation aan Toyota verkocht.
Het Italiaanse merk Belgarda is sinds 2004 onderdeel van Yamaha.